# Nicolas Radziwiłł
Mikołaj Radziwiłł ou Mikolaj Radvila dit Le Vieux (vers 1450-1509), noble lituanien, régent de Smolensk (1481), castellan de Trakai (1488), régent de Nowogródek, puis de Bielsk Podlaski, voïvode de Vilnius (1492) et premier grand chancelier de Lituanie (1504-1509).

## Biographie
Son nom vient du prénom de son père Radvila Astikas et sera plus tard polonisé en Radziwiłł.
Le 2 décembre 1481, il est nommé régent de Smolensk. En 1483, il rassemble une armée de 10 000 hommes pour protéger la ville.

## Mariage et descendance
Il se marie ave Zofia Anna Monwidówna a 5 enfants:
- Mikołaj (1470-1521), grand chancelier de Lituanie
- Jan (1474-1522), grand maréchal de Lituanie (1514)
- Anna (1476-1522), épouse le duc Konrad III de Mazovie
- Wojciech (v.1476-1519)
- Jerzy (1480–1541), grand hetman de Lituanie

Il se marie une seconde fois avec Zofia Zasławska, puis une troisième fois avec Fiedora Rohatyńska

## Crédits
- (en) Cet article est partiellement ou en totalité issu de l’article de Wikipédia en anglais intitulé « Mikalojus Radvila the Old » (voir la liste des auteurs).